# Destino o casualidad
Destino o casualidad è un singolo  del cantante spagnolo di musica pop Melendi, pubblicato il 2 giugno 2017 come singolo dal album in studio Quitate las gafas.
Il singolo ha visto la collaborazione del gruppo musicale statunitense Ha*Ash.

## La canzone
La traccia, segna la prima collaborazione tra artisti. È stata scritta da Melendi.

## Video musicale
Il video musicale è stato girato nel 2017 nello New York. È stato pubblicato su Vevo il 2 giugno 2017. Il video ha ottenuto la certificazione Vevo per le oltre 100 milioni di visualizzazioni. Il video ha raggiunto 550 milioni di visualizzazioni su Vevo.

### En vivoversione
Il video è stato girato sotto forma di esibizione dal vivo dall'album En Vivo (2019). Il video è stato girato all'Auditorio Nacional, Città del Messico (Messico). È stato pubblicato su YouTube il 6 dicembre 2019.

## Classifiche
| Classifica (2017)                       | Posizione massima |
| --------------------------------------- | ----------------- |
| Messico Airplay (billboard)             | 32                |
| Messico Español Airplay (billboard)     | 10                |
| Messico (Monitor Latino)                | 2                 |
| Stati Uniti Latin Pop Songs (billboard) | 38                |
| Spagna (PROMUSICAE)                     | 56                |